# 8134 Мінін
8134 Мінін (8134 Minin) — астероїд головного поясу, відкритий 26 вересня 1978 року.
Тіссеранів параметр щодо Юпітера — 3,481.